# European Champions Cup Final Four
Der Final Four (auch European Champions Cup genannt) ist ein europäischer Baseball-Wettbewerb für Vereinsmannschaften. Er wird jährlich ausgetragen und vom Confederation of European Baseball veranstaltet. Die vier Teilnehmer werden über den jeweils ersten und zweiten Platz der beiden Pools im CEB European Cup ermittelt.
Das Finalspiel 2010 zwischen Fortitudo Bologna und den Heidenheim Heideköpfe konnte erst im 10. Inning entschieden werden, nachdem es nach der regulären Spielzeit (9 Innings) 1-1 stand.
In den Jahren von 2013 bis 2015 wurden das Final Four durch eine Best-of-Three Serie zwischen den Siegern der beiden Gruppen ersetzt. 2015 spielten einmalig 12 Teams in zwei Gruppen um den Einzug in das Finale. Die besten beiden Teams jeder Gruppe zogen zwar in die Play-offs ein, spielten dort jedoch gegeneinander um den Einzug ins Finale und nicht wie im Final Four gegen die andere Gruppe. Seit dem Turnier 2016 wurde das klassisches Final Four ausgespielt.
Anfang 2024 kündigte WBSC Europe eine Umstrukturierung der europäischen Vereinswettbewerbe im Baseball an. Der Baseball European Champions Cup wird nun im Format einer vollständigen Saison ausgetragen, bei dem die Spiele an den Heimspielorten der teilnehmenden Teams stattfinden – anstelle eines Turniers an einem zentralen Austragungsort. Am ersten Wettbewerb im neuen Format nahmen lediglich vier Mannschaften teil, je zwei aus Deutschland und Tschechien. Aufgrund dessen fand seitdem kein Final Four mehr statt.

## Ergebnisse
| Jahr | Austragungsort    |                                                                                              | Finale                                                                                       | Finale                                                                                       | Finale                                                                                       |                                                                                              | Halbfinalteilnehmer                                                                          | Halbfinalteilnehmer |
| Jahr | Austragungsort    | Sieger                                                                                       | Ergebnis                                                                                     | Zweiter                                                                                      | 3. Platz                                                                                     | 4. Platz                                                                                     |                                                                                              |                     |
| 2008 | Barcelona         | Nettuno BC                                                                                   | 3–2                                                                                          | T&A San Marino                                                                               | BBC Grosseto Orioles                                                                         | FC Barcelona                                                                                 |                                                                                              |                     |
| 2009 | Barcelona         | Danesi Caffè Nettuno                                                                         | 1–0                                                                                          | Fortitudo Bologna                                                                            | Corendon Kinheim                                                                             | L & D Amsterdam                                                                              |                                                                                              |                     |
| 2010 | Barcelona         | Fortitudo Bologna                                                                            | 2–1                                                                                          | Heidenheim Heideköpfe                                                                        | Telemarket Rimini                                                                            | T&A San Marino                                                                               |                                                                                              |                     |
| 2011 | Brno              | T&A San Marino                                                                               | 7–1                                                                                          | Parma Baseball                                                                               | Fortitudo Bologna                                                                            | Amsterdam Pirates                                                                            |                                                                                              |                     |
| 2012 | Nettuno           | Fortitudo Bologna                                                                            | 4–3                                                                                          | Danesi Caffè Nettuno                                                                         | Amsterdam Pirates                                                                            | Rouen Huskies                                                                                |                                                                                              |                     |
| 2013 | Bologna/Rimini    | kein Final Four ausgetragen Fortitudo Bologna gewann die Finalserie gegen Telemarket Rimini  | kein Final Four ausgetragen Fortitudo Bologna gewann die Finalserie gegen Telemarket Rimini  | kein Final Four ausgetragen Fortitudo Bologna gewann die Finalserie gegen Telemarket Rimini  | kein Final Four ausgetragen Fortitudo Bologna gewann die Finalserie gegen Telemarket Rimini  | kein Final Four ausgetragen Fortitudo Bologna gewann die Finalserie gegen Telemarket Rimini  | kein Final Four ausgetragen Fortitudo Bologna gewann die Finalserie gegen Telemarket Rimini  |                     |
| 2014 | Brno Hoofddorp    | kein Final Four ausgetragen T&A San Marino gewann die Finalserie gegen Telemarket Rimini     | kein Final Four ausgetragen T&A San Marino gewann die Finalserie gegen Telemarket Rimini     | kein Final Four ausgetragen T&A San Marino gewann die Finalserie gegen Telemarket Rimini     | kein Final Four ausgetragen T&A San Marino gewann die Finalserie gegen Telemarket Rimini     | kein Final Four ausgetragen T&A San Marino gewann die Finalserie gegen Telemarket Rimini     | kein Final Four ausgetragen T&A San Marino gewann die Finalserie gegen Telemarket Rimini     |                     |
| 2015 | Rotterdam Paris   | kein Final Four ausgetragen Neptunus Rotterdam gewann die Finalserie gegen Fortitudo Bologna | kein Final Four ausgetragen Neptunus Rotterdam gewann die Finalserie gegen Fortitudo Bologna | kein Final Four ausgetragen Neptunus Rotterdam gewann die Finalserie gegen Fortitudo Bologna | kein Final Four ausgetragen Neptunus Rotterdam gewann die Finalserie gegen Fortitudo Bologna | kein Final Four ausgetragen Neptunus Rotterdam gewann die Finalserie gegen Fortitudo Bologna | kein Final Four ausgetragen Neptunus Rotterdam gewann die Finalserie gegen Fortitudo Bologna |                     |
| 2016 | Rimini San Marino | Amsterdam Pirates                                                                            | 5–4                                                                                          | Telemarket Rimini                                                                            |                                                                                              | Fortitudo Bologna                                                                            | Neptunus Rotterdam                                                                           |                     |
| 2017 | Regensburg        | Neptunus Rotterdam                                                                           | 7–3                                                                                          | Fortitudo Bologna                                                                            | Amsterdam Pirates                                                                            | T&A San Marino                                                                               |                                                                                              |                     |
| 2018 | Rotterdam         | Neptunus Rotterdam                                                                           | 5–0                                                                                          | Telemarket Rimini                                                                            | Fortitudo Bologna                                                                            | Rouen Huskies                                                                                |                                                                                              |                     |
| 2019 | Bologna           | Fortitudo Bologna                                                                            | 8–0                                                                                          | Amsterdam Pirates                                                                            | Neptunus Rotterdam                                                                           | Parma Baseball                                                                               |                                                                                              |                     |
| 2020 |                   | Keine Austragung aufgrund der Covid-19-Pandemie                                              | Keine Austragung aufgrund der Covid-19-Pandemie                                              | Keine Austragung aufgrund der Covid-19-Pandemie                                              | Keine Austragung aufgrund der Covid-19-Pandemie                                              | Keine Austragung aufgrund der Covid-19-Pandemie                                              | Keine Austragung aufgrund der Covid-19-Pandemie                                              |                     |
| 2021 | Ostrava           | Parma Baseball                                                                               | 6–4                                                                                          | Bonn Capitals                                                                                |                                                                                              | Neptunus Rotterdam                                                                           | Fortitudo Bologna                                                                            |                     |
| 2022 | Bonn              | Parma Baseball                                                                               | 7–6                                                                                          | Amsterdam Pirates                                                                            | T&A San Marino                                                                               | Bonn Capitals                                                                                |                                                                                              |                     |